# Opius basiniger
Opius basiniger är en stekelart som beskrevs av Henry Lorenz Viereck 1905. Opius basiniger ingår i släktet Opius och familjen bracksteklar. Inga underarter finns listade i Catalogue of Life.